# Kościół Nawiedzenia Najświętszej Maryi Panny w Niekrasowie

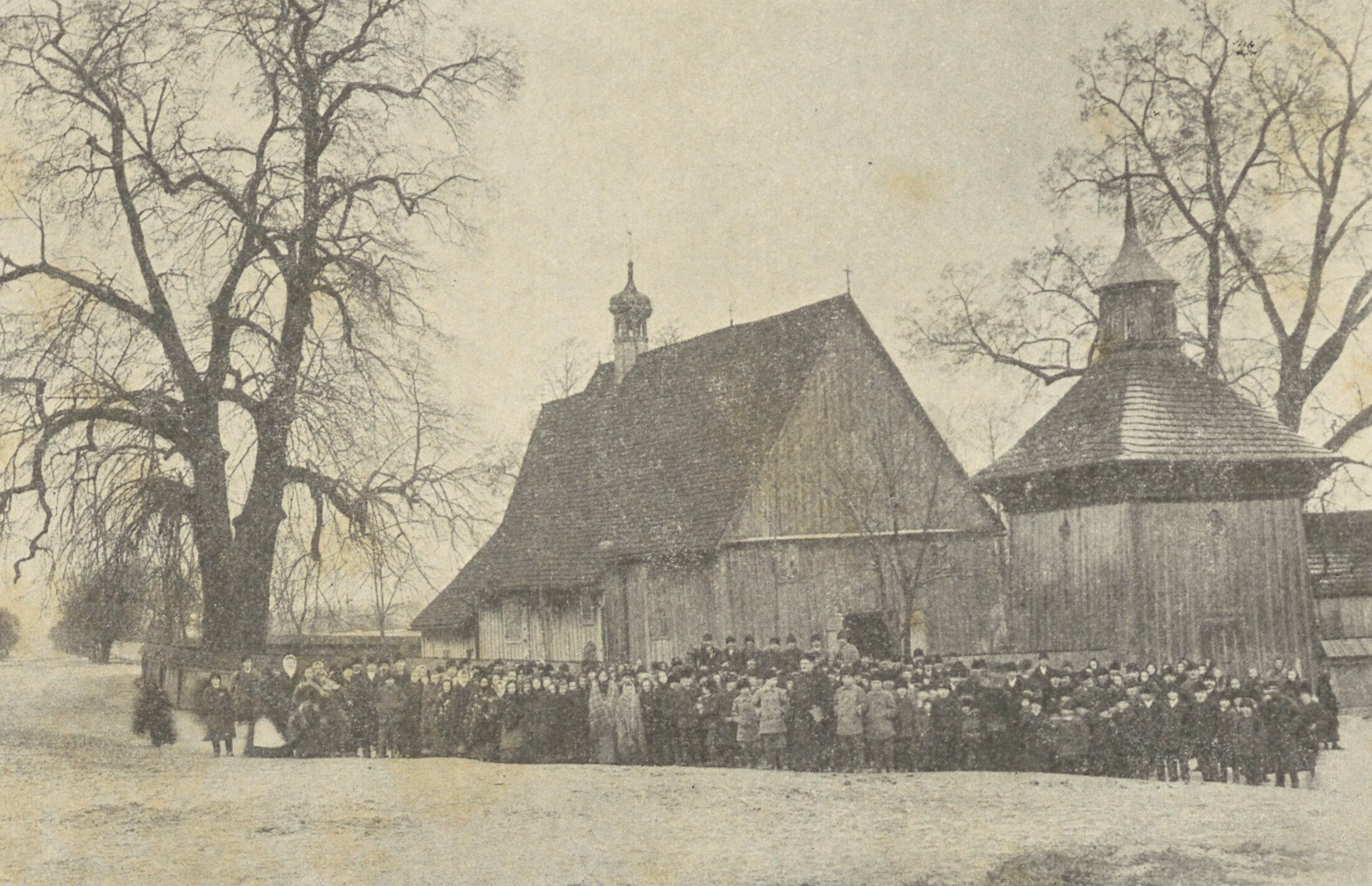
Kościół przed 1915

Kościół parafialny pod wezwaniem Nawiedzenia Najświętszej Maryi Panny w Niekrasowie – kościół rzymskokatolicki w parafii niekrasowskiej, który w administracji kościelnej należy do dekanatu połanieckiego, w diecezji sandomierskiej, w archidiecezji lubelskiej; z kolei w administracji państwowej położony jest w gminie Osiek, w powiecie staszowskim, w województwie świętokrzyskim.
Jest on jedną z atrakcji żółtego szlaku rowerowego, w tym też pielgrzymkowego „Miejsca Mocy” oraz Szlaku Architektury Drewnianej; jak i zielonego szlaku turystycznego prowadzącego z Chańczy do Pielaszowa.
Jak podają dokumenty diecezjalne erekcja nastąpiła w 1661 roku, po spaleniu się poprzedniego kościoła katolickiego (właściwie drugiego budynku ówczesnego zboru kalwińskiego), a konsekrowanego w dniu 11 lutego 1615 roku, na obrządek łaciński. Budynek owego zboru ewangelicko-reformatorskiego Jednoty małopolskiej funkcjonował w sąsiedztwie starszego wówczas kościoła z 1400 roku, który z kolei był kontynuatorem tradycji jeszcze innego kościoła z 1121 roku, na miejscu obecnej plebanii, jak i rozebranej stodoły.
W skład parafii wchodzą następujące wioski jak i ich przysiółki (z wysiółkami): Nakol (Pod Mostem, Pod Wałem), Niekrasów (Choiny, Za Górą – z wyłączeniem wysiółka Dąbrowa, który należy do parafii strzegomskiej), Ossala (Goleń, Górki, Kałki, Ossala–Lesisko Duże i Małe, Pod Lasem, Wądoły, Wierzby), Trzcianka (Bargielka), Trzcianka–Kolonia (Gilówka, Kolonia–Tursko Małe), Tursko Wielkie (Karczmisko, Kolonia Trzciańska, Koziarówka, Małe Kolonie, Nowe Tursko, Ochronka, Ostatki) i Strużki (Gajówka).

## Historia

### Początki parafii – pierwszy kościół
Pierwsza erekcja kościoła rzymskokatolickiego w parafii niekrasowskiej nastąpiła już za czasów Bolesława III Krzywoustego, tj. około 1121 roku. Wówczas pierwszy kościół łaciński we wsi Niekrasów powstał na górze, w tym miejscu obecnie znajduje się plebania, jak i w sąsiedztwie rozebranej stodoły. Jan Długosz pisze, że poświęcony kościół ten pod wezwaniem Świętego Krzyża pochodził z dawnych wieków i że z powodu trudnego do niego dostępu, został przeniesiony na podnóże góry (w miejsce obecnej łąki, częściowo przeznaczonej na staw, a nieco wyżej po drugiej stronie obecnej drogi ponoć stała plebania z zabudowaniami gospodarskimi). Gdy powstał archidiakonat sandomierski, włączono w jego skład parafię Niekrasów. W 1326 roku plebanem w Niekrasowie był Stefan.

### Drugi kościół – zmiana patrona parafii
Nowy kościół w Niekrasowie stanął około 1400 roku (in declivitate montis) pod wezwaniem Nawiedzenia Najświętszej Maryi Panny. Długosz pisze, że był to kościół drewniany, a Stanisław Goliab był jego plebanem.

### Okres reformacji i kontrreformacji – restytucja i konsekracja zboru
Według zachowanego przekazu ks. Komornickiego plebana Niekrasowa wiemy, że w latach 1536–1614 nie było w Niekrasowie kościoła katolickiego, lecz zapewne (pierwszy) zbór kalwiński na stoku góry, przy obecnej drodze (być może przerobiono ówczesny kościół na zbór, czy też bardziej prawdopodobne jest to, że ówczesną plebanię; gdyż nie zgadzają się wcześniejsze, jak i późniejsze o nim zapiski z jego obecną topografią, jak i wynikłą z opisu Jana Długosza „że nowy kościół stał u podnóża góry”, a nie na stoku góry. Jeśli wierzyć opisowi ks. Komornickiemu, że kościół w Niekrasowie zniszczyli ówcześni kalwini – musieli wówczas wybudować nową świątynię (w miejscu obecnej, drugi zbór), która później spłonęła, a na jej miejscu wybudowano nowy kościół. Z kolei innym możliwym wariantem jest też to, że kalwini zniszczyli istniejący jeszcze wówczas starszy i zarazem pierwszy kościół na górze, obok którego biegła przecież główna droga; a jeszcze inna wersja skłania do stwierdzenia, że w miejscu obecnego kościoła, został przeniesiony ten drugi kościół (później zniszczony przez Jednotę małopolski, a na jego miejscu wybudowano nowy zbór, który później jako kościół katolicki spłonął (tylko, że innym faktem jest też to, że wyniku swoich prac polowych okoliczni mieszkańcy znajdowali w opisanym sąsiedztwie, tj. ówczesnej plebanii (czy też domniemanego zboru), jak i kościoła, pozostałości jakich dawnych budowli oraz ludzkie szczątki, a z ustnych przekazów osób starszych, którzy zapewne słyszeli je od jeszcze starszych od siebie osób – wynika, że w opisanych miejscach był kościół, plebania i/lub zbór). Wiadomo również, że cmentarze katolickie znajdowały się w bezpośrednim sąsiedztwie kościoła, natomiast cmentarze kalwińskie, zgodnie z nowymi wytycznymi reformacyjnymi, lokowano w znacznej odległości od zboru. Mało prawdopodobne, by parafia niekrasowska była w tym względzie wyjątkiem. Co potwierdza taki oto fakt, iż w latach 1661–1832 teren obecnego placu kościelnego był cmentarzem parafialnym, później być może przeniesiono zwłoki na istniejący od okresu reformacji, stary, ale niefunkcjonujący wówczas cmentarz kalwiński… Ponadto ukształtowanie terenu sprzyja takiemu rozumowaniu, leżałby on u podnóża góry i nie zasłaniałby okazałości wcześniejszych budowli kościelnych zapewne już istniejących, wyżej; nadto miejsce domniemanego drugiego kościoła jest w miarę płaskie i tym samym dogodniejsze dla parafian, czy też chowania osób zmarłych; ponadto miejsce domniemanej plebanii (czy i/lub zboru) znajduje się po drugiej stronie drogi ma szeroki wyrąb, jakby płaskie wyrównanie terenu (płaską półkę), idealne na budynek, od spadającej wyżej stromej powierzchni zbocza. Kiedyś w tym miejscu rosły bardzo stare dęby (drzewa kilkuwiekowe). Nie zachowały się żadne dokumenty papierowe z tamtego okresu dotyczące powstania zboru, a te które przetrwały do naszych czasów spłonęły w archiwum państwowym podczas powstania warszawskiego; wiemy z przekazu Wojciecha Kriegseisena, że wszelkie dokumenty likwidacyjne zboru w Niekrasowie zostały przekazane Jednocie małopolskiej z Sielec, która później przekazała je archiwum państwowemu w Warszawie. Jak było naprawdę, chyba nie dowiemy się już nigdy, bez niezbędnych akt potwierdzających, trudno bowiem dociec oczywistych faktów. Wiemy na pewno, że zbór ewangelicko-reformatorski ufundowali Turscy właściciele dóbr Ossala, i że przez krótki okres funkcjonował on też w Ossali, a których pomnik z 1519 roku, wspominał ksiądz Komornicki, iż zachował się do jego czasów. Po odebraniu kalwinom budynku zboru dokonano w nim konsekracji kościoła łacińskiego ku czci Nawiedzenia Najświętszej Maryi Panny w dniu 11 lutego 1615 roku. Ze starych map wiadomo, że wówczas miejsce obecnego kościoła, jak i cmentarza administracyjnie należało do Ossali, a ówczesny Niekrasów zaczynał się u podnóża góry (i nie łączył się z późniejszą drogą główną Kraków–Sandomierz obok obecnego kościoła, lecz po skosie w kierunku drugiej górki na Osiek; bowiem wtedy, tędy przebiegała ta trasa – pozostali mieszkańcy parafii musieli w linii prostej dostawać się do kościoła – pod górkę, jak i dalej owym traktem królewskim) w kierunku kościoła na górze, i nieco inaczej był rozlokowany (z tyłu dzisiejszych zabudowań od Strzegomia biegła bezpośrednia droga do starego kościoła). Wiemy nadto, że kontynuatorem tradycji Jednoty małopolskiej była rodzina Dębickich herbu Gryf. Z opisu Wojciecha Kriegseisena wiemy też, że rodzący się zbór sielecki (dopiero w 1633 roku, kiedy to w Niekrasowie miało nie być już kalwinów), działający pod patronatem Joachima i Mikołaja Dębickich, nie należał do znaczniejszych w sandomierskiej organizacji kościelnej. Ważniejsze natomiast były sąsiednie parafie w Niekrasowie, potem Ossali, a przede wszystkim w Chmielniku i Baranowie Sandomierskim. Pono przy zborach właśnie w tych miejscowościach istniały szkoły, które były prowadzone zapewne przez osoby duchowne i zaangażowanych nauczycieli. A ostatecznie na synodach Kościoła Ewangelicko–Reformowanego w Królestwie Polskim w latach 1884 i 1885 zapadły ważne decyzje o sprzedaży wszelakich nieruchomości kościelnych pozostałych po zlikwidowanych w 1849 roku zborach w Tursku Wielkim, Sieczkowie i Wielkiejnocy, zastrzeżono jednak, że wyłącza się spod transakcji marmurowe tablice epitafijne i nagrobki znajdujące się w kościołach i na cmentarzach w tychże miejscowościach. Wiadomo zatem, że kalwini nie budowali swoich świątyń na cmentarzach, a zbieżność dat likwidacji pozostałości majątku Jednoty małopolskiej nie wydaje się przypadkowa z przeniesieniem cmentarza przykościelnego i działaniami likwidacyjnymi ówczesnego konsystorza, dzięki czemu zachowały się tablice epitafijne oraz nagrobki fundatorów zboru. Wątpliwe jest również, by decyzje te podyktowane były względami higienicznymi (np. zagrożeniem epidemicznym) – w tamtym czasie nie posiadano jeszcze takiej wiedzy.

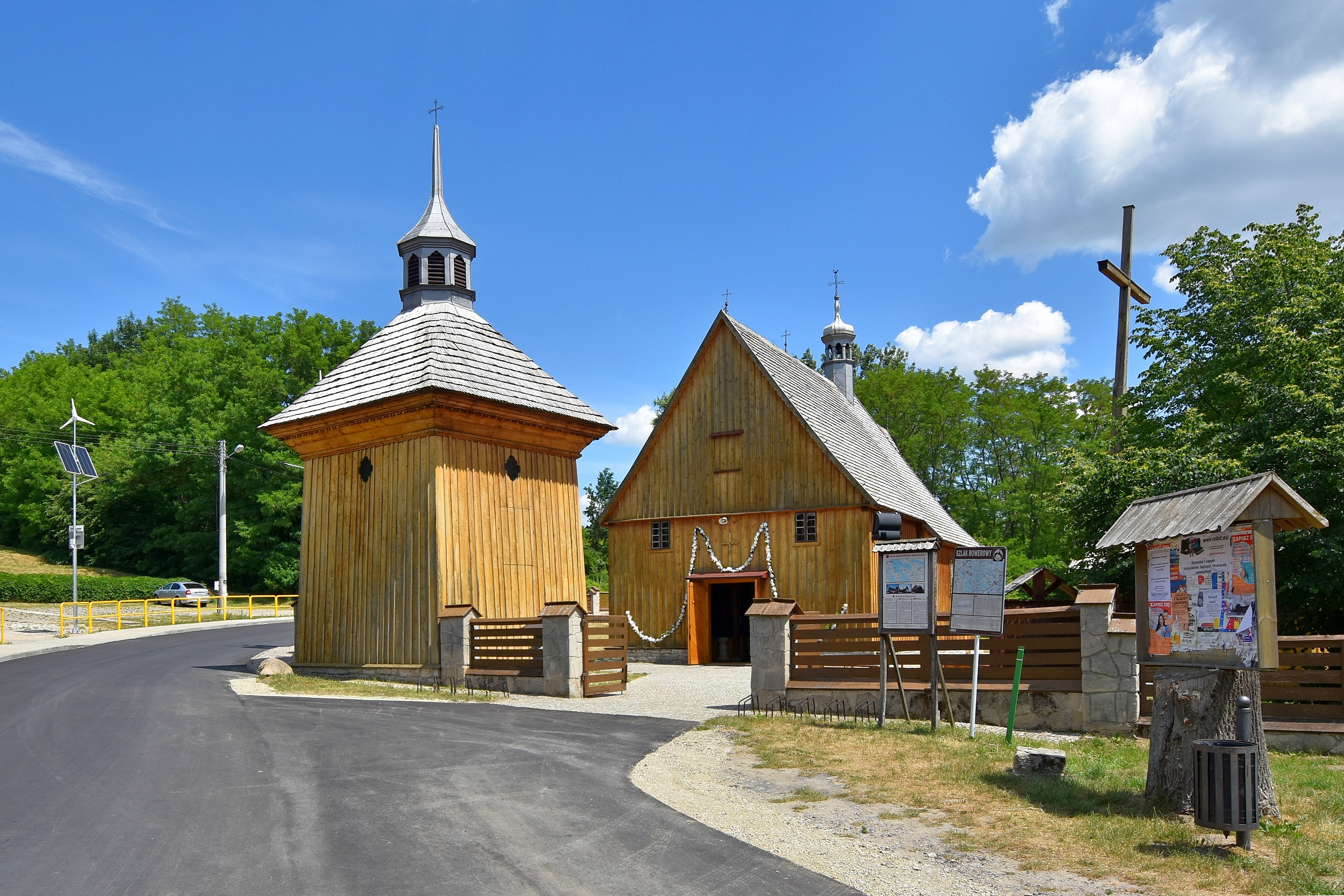
Elewacja frontowa
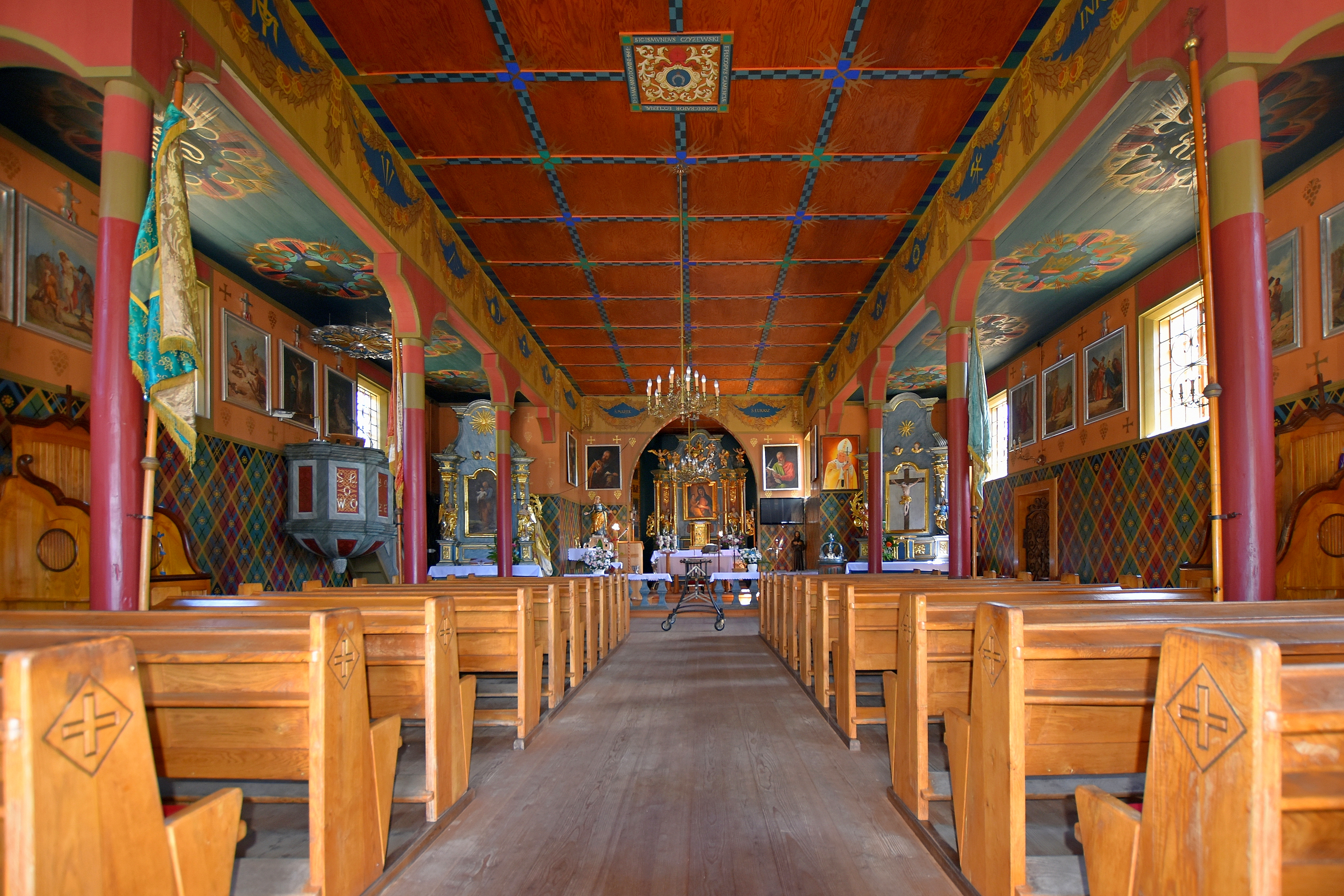
Wnętrze
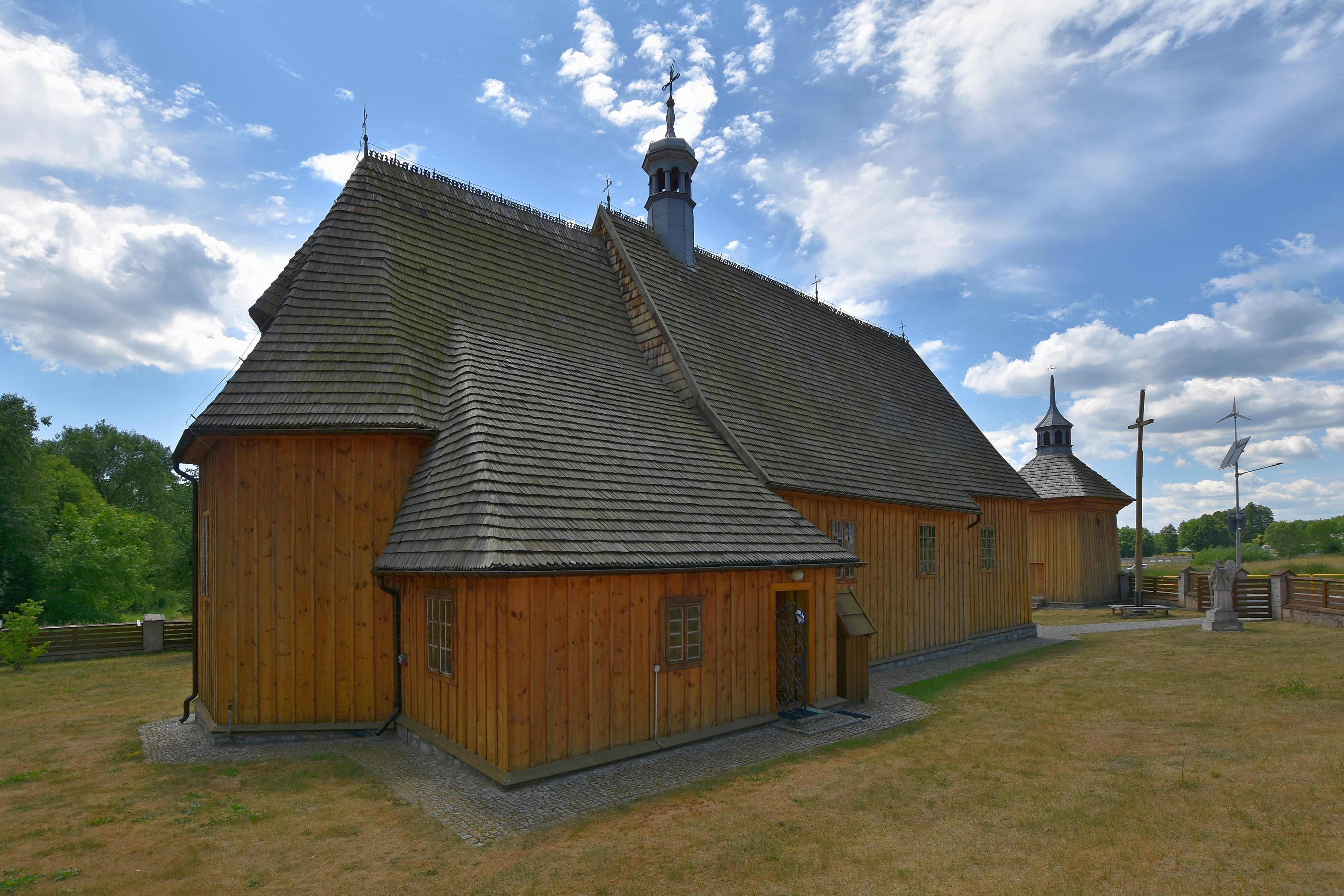
Widok od strony prezbiterium

### Trzeci kościół – restauracja tradycji
Ksiądz Wiśniewski, powołując się na Rubrycelę Diecezjalną z roku 1880 podaje, że ponowna erekcja rzymskokatolickiego kościoła parafialnego pod wezwaniem Nawiedzenia Najświętszej Maryi Panny nastąpiła w 1661 roku, po spaleniu się poprzedniego kościoła katolickiego (właściwie drugiego budynku ówczesnego zboru kalwińskiego), jak już wiem konsekrowanego w dniu 11 lutego 1615 roku, na obrządek łaciński. Źródła podają, że nowy kościół poświęcił w 1661 roku Zygmunt Czyżewski z Czyżewa, biskup sufragan płocki, w tym główny ołtarz Nawiedzenia NMP – obraz Najświętszej Maryi Panny „elegantis picturae”.
Restauracji nowego kościoła dokonano w duchu kontynuacji tradycji już istniejącego wcześniej kościoła katolickiego z 1400 roku, celem wymazania (z pamięci parafian) obecności kalwińskiej w tejże parafii, w tym pozostałości jej budowli.
Późniejszej gruntownej restauracji budynku (z częściowym przekształceniem) dokonano w latach 1817–35 i w XX stuleciu: w roku 1905 i 1950. Ostrołukowy łuk tęczowy według obecnego proboszcza ks. kanonika Stanisława Bastrzyka „niekoniecznie słusznym, a w każdym razie nieautentycznym jest przydatkiem”.
Parafia posiada akta parafialne od 1680 roku.

## Opis architektury

### Obecny (trzeci) kościół
Kościół wzniesiono z drewna modrzewiowego z dębowymi przyciesiami na kamiennej podmurówce. Jest dość niski, oszalowany deskami, o wysokim stromym dachu, pokryty gontem, konstrukcji zrębowej z wieżą konstrukcji słupowej (we wnętrzu staraniem ks. L. Wojciechowskiego w 1905 roku oszalowany). W bardzo stromej części dachu, nad prezbiterium znajduje się małe okienko doświetlające poddasze. Całość wieńczy ośmioboczna sygnaturka z krzyżem na szczycie, nakryta małym baniastym hełmem. Zewnętrzne ściany podbite deskowymi wypustkami. Wnętrze przykrywa płaski strop (podzielony na 12 pól, wypełnionych ornamentacją roślinną i scenami figuralnymi) z zakrzywieniami w nawach, a wiązanie wzmacniają cztery drewniane filary, dwa rzędy słupów rozdzielają nawę główną od naw bocznych. Prezbiterium zamknięte trójbocznie, przy nim zakrystia od północy. Nawy na rzucie prostokąta z wejściem głównym od zachodu i trzema bocznymi, w tym: jednym od północy (do prezbiterium) i dwoma od południa (do ołtarza głównego i nawy bocznej). Między nawą i prezbiterium umieszczono ozdobny łuk gotycki: na tęczy Chrystus Pan na krzyżu, między Matką Boską i św. Marią Magdaleną. Główny ołtarz zdobią cztery złocone wąskie kolumny. Wnętrze kościoła ozdobione jest polichromiami. W kościele oprócz ołtarza głównego Nawiedzenia NMP, zlokalizowane są dwa ołtarze boczne: na pierwszym jest obraz i rzeźba Chrystusa Pana na krzyżu, na drugim obraz św. Marii Magdaleny. Nad głównym wejściem do kościoła umiejscowiono chór z piszczałkowymi organami, jest on wsparty na przęsłowej konstrukcji, a od lewej strony prowadzą do niego strome, kręte schodki.
Ostatnimi czasy kościół był dwa razy restaurowany za ks. Jana Śmigielskiego i obecnego proboszcza ks. kanonika Stanisława Bastrzyka. W dniu 2 lipca 2008 roku odbyły się uroczystości zakończenia prac konserwatorskich, na które kościół otrzymał wsparcie finansowe z Ministerstwa Kultury i Dziedzictwa Narodowego w wysokości 100 000 zł. Zostały one przeznaczone na konserwację polichromii nawy głównej, naw bocznych, ścian, dekoracji rzeźbiarskiej sufitu oraz ambony.
Jest to jeden z najcenniejszych zabytków architektury drewnianej w województwie świętokrzyskim i jeden z dwóch tego typu obiektów w powiecie staszowskim. Na podstawie decyzji wojewódzkich konserwatorów zabytków (nieistniejących już województw: kieleckiego i tarnobrzeskiego) zespół zabytkowego kościoła parafialnego pw. Nawiedzenia NMP włączono w skład dziedzictwa kulturowego RP i wpisano do rejestru zabytków, w następującym składzie, tj.:
- kościół, nr rej.: 479 (woj. k.) z 18.03.1957 oraz 489 (woj. k.) z 15.04.1967;
- dzwonnica, nr rej.: 489 (woj. k.) z 15.04.1967;
- najstarsza część cmentarza parafialnego, nr rej.: 345 (woj. t.) z 19.10.1989;
- pomnik ku czci poległych 1918-20, nr rej.: 466 (woj. t.) z 06.03.1992;
- aleję jesionową, decyzją (woj. t.) z dnia 15 kwietnia 1985 roku[10].

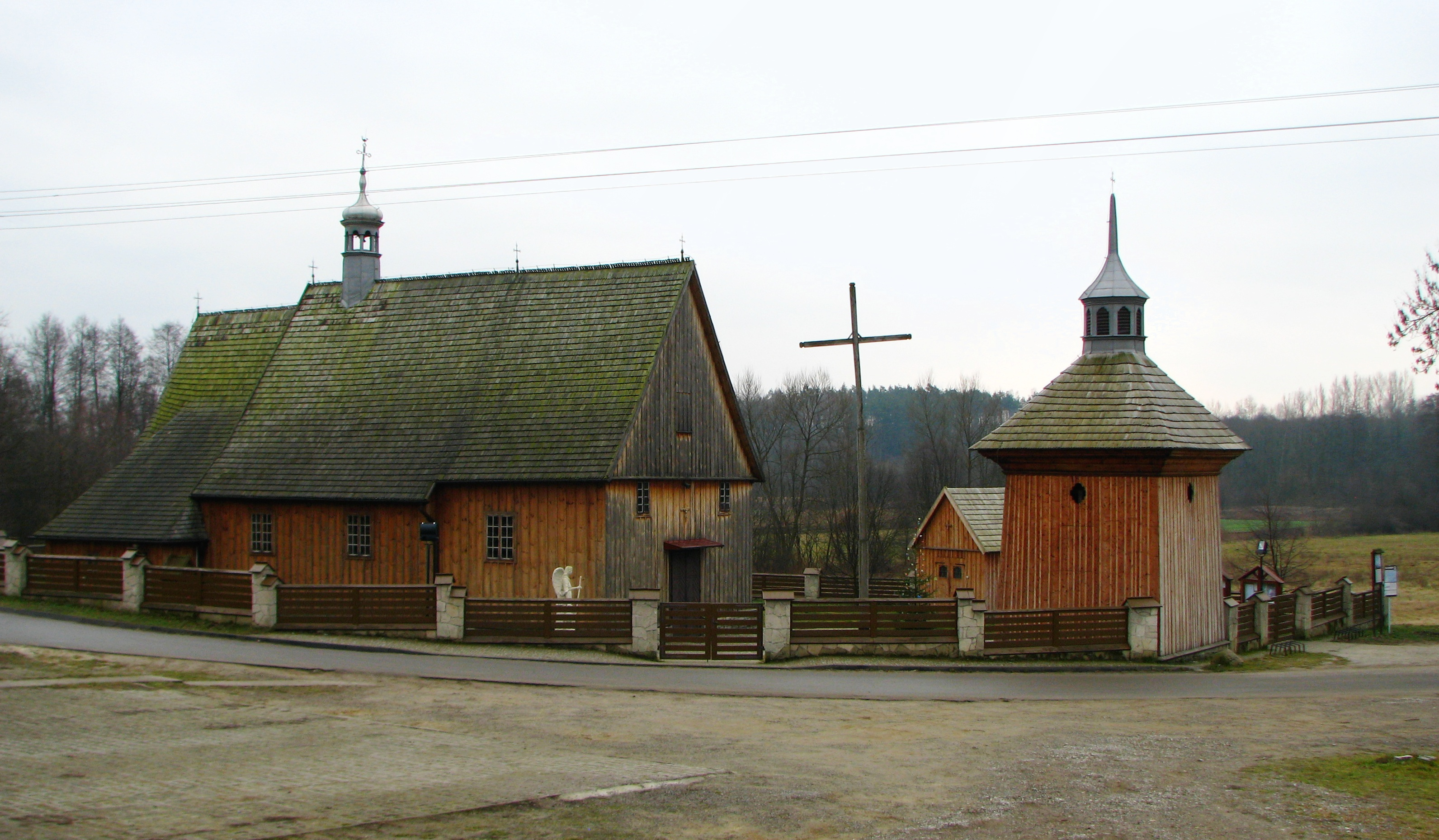
Widok ogólny
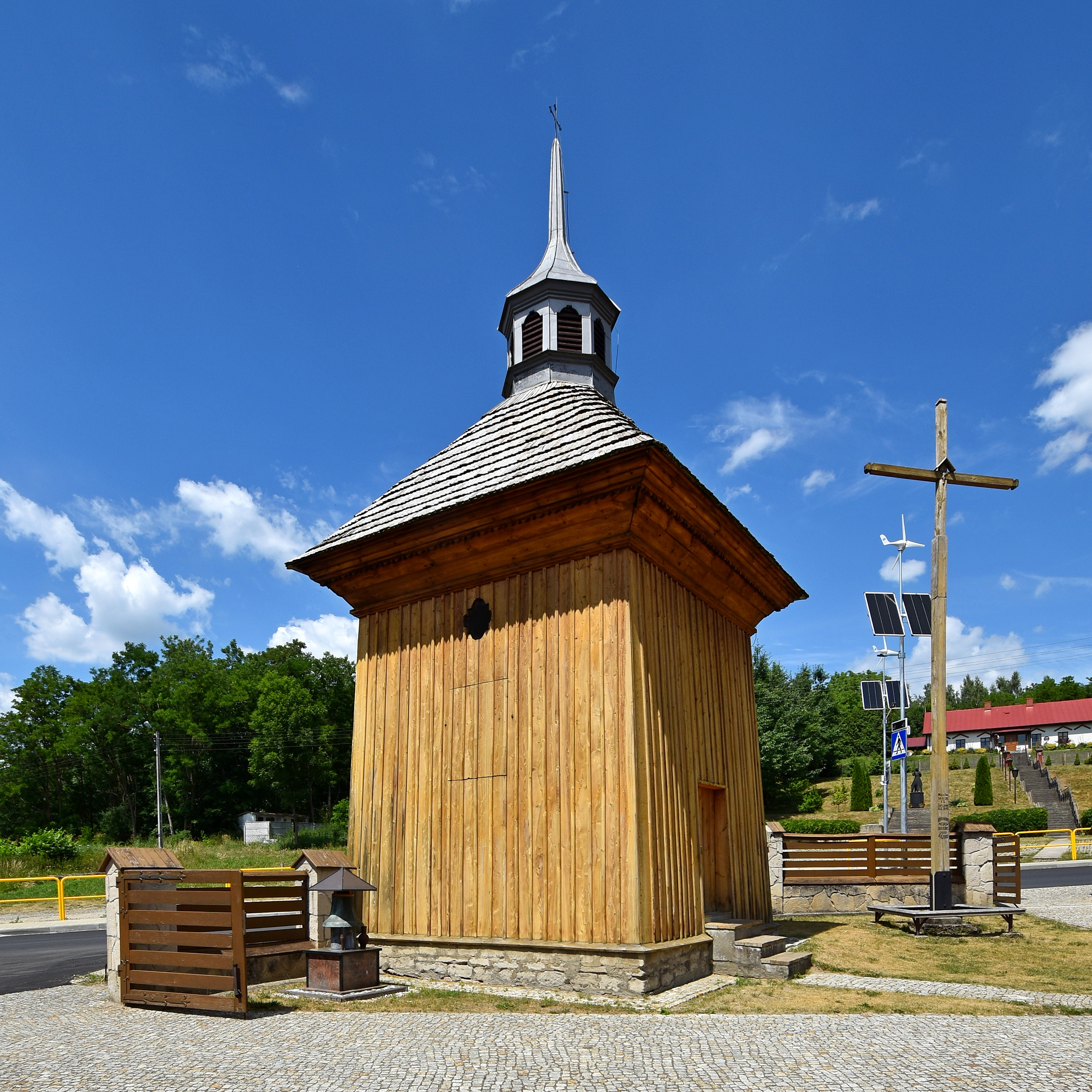
Dzwonnica
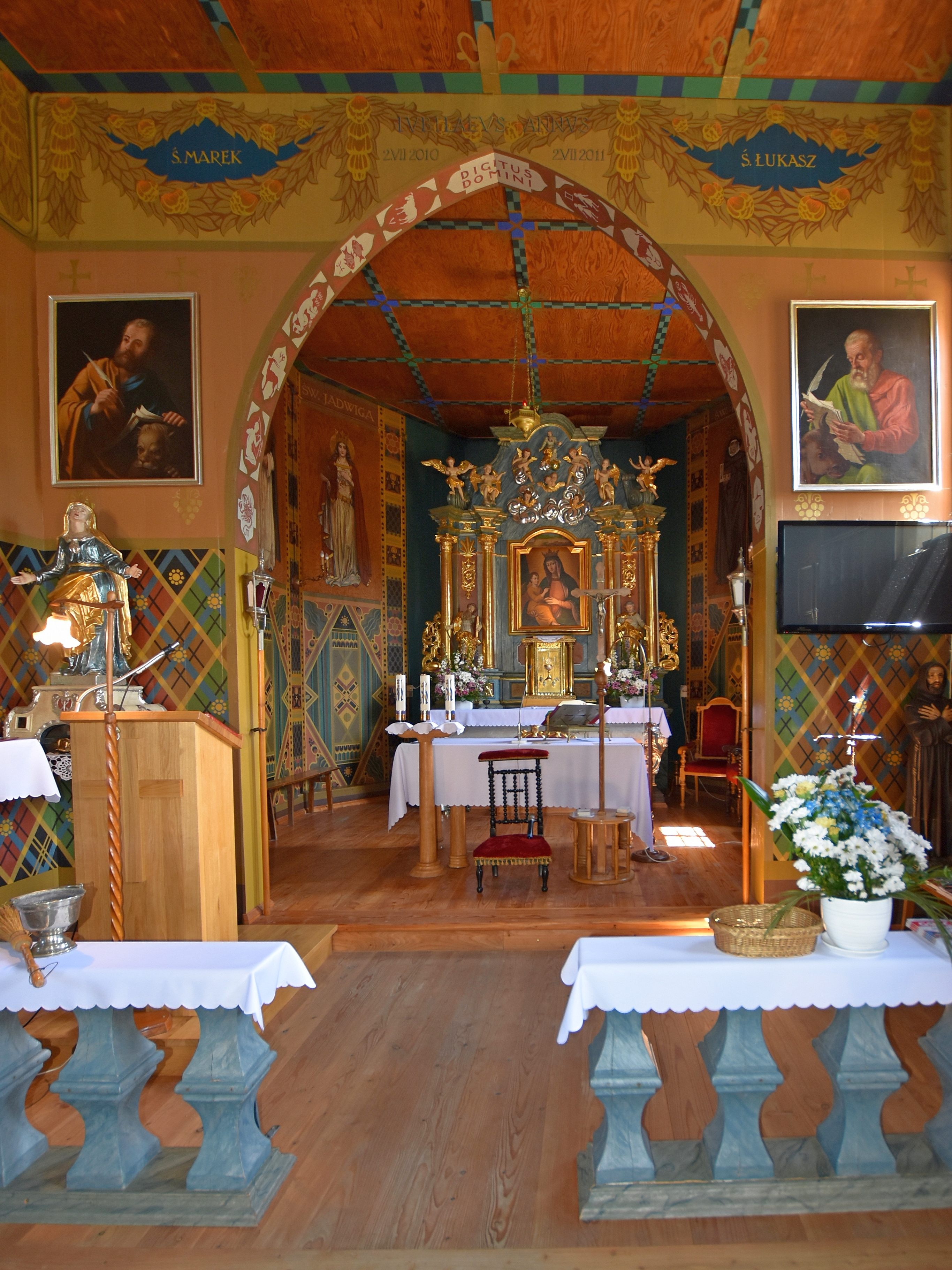
Ołtarz główny

### Dzwonnica
Jest to drewniana czworoboczna budowla w formie wieży wolno stojącej, konstrukcji zrębowej, cała pokryta gontem. Wzniesiona na planie kwadratu o bokach: szerokość 4,6 m, wysokość 5,25 m. Czubek iglicy ma około 4 metrów wysokości. Wybudowana z drewna modrzewiowego, z dębowymi przyciesiami na kamiennej podmurówce w okresie końca XVIII wieku. Zewnętrzne ściany pobite deskowymi wypustkami. Ciężar dość sporego 6–spadowego dachu (nakrytego małym hełmem) podtrzymywany jest przez sześć kolumnowych przypór o wysokości około 3,5 metrów. Do jej wnętrza prowadzi kilka schodków, z zewnętrznej betonowej klatki schodowej. Jedna z jej ścian (zachodnia) przylega do jesionowego ogrodzenia placu kościelnego.
Obecnie jest to bardzo cennym zabytkiem [patrz: wyżej], który kiedyś służył do ostrzegania o pożarze lub innym niebezpieczeństwie, jak i wzywała na nabożeństwa i msze święte, co czyni zresztą do dziś.

### Sanktuarium Matki Boskiej Niekrasowskiej
Ośrodkiem kultu maryjnego jest niekoronowany obraz Matki Boskiej Niekrasowskiej namalowany na płótnie (120x90) prawdopodobnie szkoły włoskiej. Pochodzi z XVII–XVIII wieku. Tradycja miejscowa podaje, że obraz ten przeniesiono z nieistniejącego dziś już kościoła rzymskokatolickiego w Tursku Małym.
11 sierpnia 1745 roku Stanisław i Eleonora z Bielskich Skarbkowie ofiarowali obraz do kościoła parafialnego w Niekrasowie. Główny obraz wyobraża Matkę trzymającą na prawej ręce Pana Jezusa, lewą dłoń dziecięcia trzyma w swej lewicy. Dzieciątko prawą ręką wskazuje na Matkę. Obydwie twarze patrzą na widza. Obraz piękny i czczony przez parafian. Dowodem kultu Matki Boskiej Niekrasowskiej były liczne wota, datujące się od połowy XVIII wieku, które zostały skradzione po włamaniu się do kościoła w 1975 roku. Również obecnie wierni oddają cześć Matce Bożej w Niekrasowie.
Od momentu przekazania obrazu do dziś jest miejscem odpustowym (2 lipca) i pielgrzymkowym (8 września). Szczególną czcią otaczano tutaj Maryję. Kult maryjny w Niekrasowie rozwijał się najsilniej w XVIII i XIX wieku. Osłabł w okresie międzywojennym w związku z marginalizacją znaczenia kościoła parafialnego oraz jego peryferyjnym położeniem, w tym działań wojennych, jak i wszechobecnej ateistycznej ideologii okresu powojennego – władz PRL-u.

### Plac kościelny
Na placu kościelnym w centralnym jego punkcie umiejscowiono kościół, a w jego bezpośrednim sąsiedztwie, po prawej stronie budynek niefunkcjonującej już trupiarni; z kolei po lewej od głównej furtki, znajduje się dzwonnica. Po jej prawej stronie umiejscowiono gablotę z czterema mapkami obrazującymi rozwój terytorialny parafii Niekrasów w latach: 1460, 1580, 1780 i 1998; z kolei po lewej stoi stara marmurowa figurka świętej (nieznanego autora).
Na wskroś siebie, a po dwóch przeciwległych stronach placu stoją dwa wysokie krzyże. Jeden przypomina o misjach świętych oo. Kapucynów jakie odbyły się w parafii w dniach 7–14 czerwca 1964 roku i misjach maryjnych w dniach 23–30 kwietnia 1973 roku. Drugi krzyż ustawiono na pamiątkę Roku Jubileuszowego 2000 i misji oo. Cystersów w dniach 2-9 kwietnia.
Ponadto na placu kościelnym, 1 listopada 2004 roku umieszczono pokaźnych rozmiarów czerwony granit przypominający, iż w latach 1661–1832 teren placu był cmentarzem parafialnym. Przypomina o tym stary budynek trupiarni w bezpośrednim sąsiedztwie jednego ze krzyży.
Całość placu kościelnego otoczona jest ogrodzeniem (płotem z drzewa jesionowego, obmurowanym z kamiennych filarów i pustym w środku), z dwoma głównymi furtkami. Wcześniejszy płot wykonany był ze starego pustaka i miał trzy furki; dwie główne prowadzące do nawy głównej i jedną dla proboszcza prowadzącą do prezbiterium. Rozebrano go podczas prac renowacyjnych w 2007 roku. W sąsiedztwie tej nieistniejącej już furtki, rosła bardzo stara lipa (około 400-letnia) objęta ochroną konserwatora zabytków, a wycięta tylko z powodu zagrożenia zwalenia się na zabytkowy kościół.
Współcześnie wokół kościoła rosną świeżo posadzone: jesion, lipy drobnolistne oraz klony.

### Inne zabudowania wokoło kościoła
W bezpośrednim sąsiedztwie placu kościelnego (a po drugiej stronie drogi asfaltowej) znajdują się miejsca parkingowe, które stykają się z figurką Jezusa Chrystusa, ufundowaną przez parafian w jubileuszowym, 2000 roku, a do której prowadzi kilkanaście betonowych schodów. W jej sąsiedztwie, na lewo stoi stary budynek organistówki (być może do jej budowy jako budulca wykorzystano pozostałości po dawnej plebanii, kościele lub zborze). Na wzniesieniu, na górze o dosyć stromym zboczu – a za figurą Jezusa, jeszcze dalej i wyżej, znajduje się plebania (podłużny, parterowy domek z czerwonym dachem).
Na krzyżowania drogi (na zakolu w kierunku Niekrasów–Ossala), a na początku zabytkowej alei jesionowej [patrz: wyżej] znajduje się również zabytkowy pomnik ku czci poległych żołnierzy polskich z lat 1918–20 [patrz: wyżej]. Z kolei po drugiej stronie owej drogi, a w sąsiedztwie głównej bramy kościelnej umiejscowiono dwie tablice informacyjne, ufundowane przez Regionalną Organizację Turystyczną. Z obu tablic możemy zaczerpnąć nieco informacji o kościele w Niekrasowie.
Pierwsza informuje, iż kościół leży na Szlaku Architektury Drewnianej, a druga, że to element żółtego i pielgrzymkowego Szlaku Rowerowego „Miejsca Mocy”.

### Cmentarz parafialny
Parafialny cmentarz grzebalny znajduje się w odległości około 200 m od drogi krajowej nr 79 i około 50 m od kościoła, na drodze powiatowej nr 0813T. Administruje na około 3,5 ha powierzchni, w tym stary cmentarz zajmuje około 2,1 ha. Umiejscowiony na rzucie prostokąta przyległego do owej drogi dojazdowej do Strzegomia. Jest ogrodzony murowanym płotkiem z pustaka białego, prowadzą do niego trzy furtki, w tym dwie główne (od owej drogi), a jedna tylna (od pól), znajduje się na przeciwległym końcu do najstarszej części cmentarza. Dziś znajduje się na nim ponad 600 mogił. Na wielu tablicach nagrobnych napisy są nieczytelne. Najstarsze dające się odczytać pochodzą z 1759 roku, jednak sam cmentarz jest dużo starszy. Szkoda, że ze względów zwalenia się na nagrobki wycięto przy głównej alei stare kilkuwiekowe drzewa. Do rejestru zabytków wpisano jego najstarszą część [patrz: wyżej].

#### Rys historyczny
Rzymskokatolicki cmentarz parafialny zyskał obecną lokalizację dzięki przeprowadzce (przeniesieniu cmentarza przykościelnego z lat 1661–1832, co upamiętnia pokaźnych rozmiarów czerwony granit [patrz: wyżej]). Wiemy też z przekazu Wojciecha Kriegseisena, że najstarsza część obecnego cmentarza wywodzi się z okresu reformacji i była wówczas cmentarzem kalwińskim. Umiejscowionym w znacznej odległości od zboru (według nowych wyznaczników reformatorskich). Po przejęciu wszelakich pozostałości (nieruchomości) kalwińskich pozostałych po zlikwidowanych ostatecznie w 1849 roku zborach w Niekrasowie i Tursku Wielkim, pozostawiono zgodnie z warunkami przejęcia – marmurowe tablice epitafijne i nagrobki znajdujące się wówczas w kościołach i na cmentarzach w tychże miejscowościach. Działania likwidacyjne ówczesnego konsystorza zbór ewangelicko-reformatorski Jednoty małopolskiej, ostatecznie usankcjonowały obecne położenie cmentarza. Nie kierowano się wówczas względami higienicznymi (zagrożeniem epidemiologicznym) przy jego przenoszeniu.